# Besouro-de-limeira
O Besouro-de-limeira (nome científico: Sternocolaspis quatuordecimcostata) é um inseto coleóptero, da família dos crisomelídeos. A espécie possui regime alimentar polífago, ataca várias culturas agrícolas no Leste brasileiro.